# Список баскетбольных лиг мира
Список баскетбольных лиг мира

## Мужчины

### МИР
Сборные
- Чемпионат мира
- Олимпиада
- Универсиада

Клубы
- Межконтинентальный кубок ФИБА

### АЗИЯ
Азия
Сборные
- Чемпионат Азии
- Кубок Уильяма Джонса

Клубы
- Кубок чемпионов ФИБА Азия
- Баскетбольная лига АСЕАН
- Кубок чемпионов ЗАБА
- Лига Азия

 Бахрейн
- Бахрейнская премьер-лига

 Вьетнам
- Вьетнамская баскетбольная ассоциация (VBA)

 Гонконг
- Дивизион A1 (HKA1, A1 Division)

 Индия
- Индийский национальный баскетбольный чемпионат
- Лига 3×3
- Объединённый баскетбольный альянс (UBA)

 Индонезия
- Индонезийская баскетбольная лига (IBL)

 Иордания
- Иорданская баскетбольная премьер-лига (JPBL)
- Суперлига (JBL)

 Ирак
- Первый дивизион Ирака

 Иран
- Иранская баскетбольная суперлига (IBSL)

 Казахстан
- Национальная лига — первый уровень
- Высшая лига — второй уровень

 Катар
- Катарская баскетбольная лига (QBL)

 Китай
- Китайская баскетбольная ассоциация (CBA) — первый уровень
- Национальная баскетбольная лига (NBL) — второй уровень
- Китайская университетская баскетбольная супер-лига (CUBS)
- Китайская университетская баскетбольная ассоциация (CUBA)
- Китайская школьная баскетбольная лига (CHBL)

 Кувейт
- Первый дивизион Кувейта

 Ливан
- Ливанская баскетбольная лига (FLB)

 Малайзия
- Малайзийская национальная баскетбольная лига (MNBL)

 Монголия
- Монгольская национальная баскетбольная ассоциация (MNBA)

 Оман
- Оманская баскетбольная лига

 Саудовская Аравия
- Саудовская премьер-лига

 Сингапур
- Сингапурская баскетбольная лига Pro-Am (PRO-AM SBL)

 Сирия
- Сирийская баскетбольная лига

 Таиланд
- Таиландская баскетбольная лига (TBL)

 Тайвань
- Супер баскетбольная лига (SBL) — первый уровень
- Лига A — второй уровень
- Университетский баскетбольный альянс (UBA)
- Школьная баскетбольная лига (HBL)

 Филиппины
- Филиппинская баскетбольная ассоциация (PBA)
- Филиппинская баскетбольная лига Махарлика (MPBL)
- Лига развития PBA (PBA D-League)
- Лига Манила
- Next5Hoops
- Национальная баскетбольная лига (NBL)
- Кубок UNTV

 Южная Корея
- Корейская баскетбольная лига (KBL) — первый уровень
- Резервная лига KBL (KBL R-League) — второй уровень
- Корейская университетская баскетбольная лига (KUBL) — третий уровень

 Япония
- B.Лига (B.League) — первый уровень
- B.Лига. Второй дивизион — второй уровень
- B.Лига. Третий дивизион — третий уровень
- Чемпионат Японии по межвузовскому баскетболу — четвёртый уровень

### АМЕРИКА
Америка
Сборные
- Чемпионат Америки

Клубы
- Лига ФИБА Америка
- Южноамериканская баскетбольная лига (LSB)
- Баскетбольный межлиговый турнир

 Аргентина
- Национальная баскетбольная лига (LNB) — первый уровень
- Аргентинская баскетбольная лига (LLA) — второй уровень

 Боливия
- Боливийская баскетбольная лига

 Бразилия
- Новая баскетбольная лига Бразилии (NBB)
- Лига развития баскетбола (LDB) — до 22 лет

 Венесуэла
- Профессиональная баскетбольная лига (LPB)

 Доминиканская Республика
- Национальная баскетбольная лига (LNB)

 Канада
- Национальная баскетбольная лига Канады (NBL Canada) — профессиональная лига
- Канадская баскетбольная лига (CBL) — минорная лига

Студенческие лиги
- U Sports
- OUA

 Колумбия
- Колумбийская профессиональная баскетбольная лига (FCB Invitational Cup)

 Коста-Рика
- Высшая баскетбольная лига Коста-Рики

 Куба
- Высшая баскетбольная лига (LSB)

 Мексика
- Профессиональная национальная баскетбольная лига (LNBP)
- Баскетбольная лига тихоокеанского побережья (CIBACOPA)

 Никарагуа
- Лига ACB
- Никарагуанская баскетбольная лига

 Панама
- Профессиональная баскетбольная лига

 Парагвай
- Парагвайская столичная баскетбольная лига

 Перу
- Баскетбольная лига Лимы (LBL)
- Национальная баскетбольная лига (LNB)

 Пуэрто-Рико
- Высшая национальная баскетбольная лига (BSN)

 Сальвадор
- Высшая баскетбольная лига Сальвадора (Liga Superior de BKB)

 США
Профессионалы
- Национальная баскетбольная ассоциация (NВА) — также Канада
- Профессиональная баскетбольная ассоциация Среднего Запада (MPBA)

Минорные лиги
- Лига развития НБА (NBADL, NBA G League)
- Баскетбольная лига Восточного побережья (ECBL)
- Североамериканская баскетбольная лига (NABL) — также Канада
- Баскетбольная лига (TBL) — также Канада
- Баскетбольная лига Табачной дороги (TRBL)

Полу-профессионалы
- Американская баскетбольная ассоциация (ABA) — также Канада
- Американская профессиональная баскетбольная лига (APBL)
- Центральная баскетбольная ассоциация (CBA)
- Ассоциация баскетбола Флориды (FBA)
- Независимая баскетбольная ассоциация (IBA)
- Баскетбольная лига Среднего Запада (MBL)
- Объединённая баскетбольная лига (UBL)
- Баскетбольная ассоциация Юнивёрсал (UBA)

Юниорские лиги
- Юниорская баскетбольная ассоциая (JBA)

Студенческие лиги
- Национальная ассоциация студенческого спорта (NCAA): Дивизионы I, II, III
- Национальная ассоциация межвузового спорта (NAIA): Дивизионы I, II — также Канада, Багамские и Виргинские острова
- Ассоциация спорта христианских колледжей (ACCA) — также Канада
- Ассоциация спорта калифорнийских общественных колледжей (CCCAA)
- Ассоциация спорта национальных христианских колледжей (NCCAA) — также Канада. Многие команды в NCCAA также участвуют в других ассоциациях лёгкой атлетики, включая NCAA, NAIA и ACCA
- Национальная юниорская ассоциация студенческого спорта (NJCAA): Дивизионы I, II, III
- Северо-западная спортивная конференция (NWAC, NWAACC) — также Канада
- Университетская ассоциация спорта Соединённых штатов (USCAA): Дивизионы I, II

Школьные лиги
- Национальная федерация школьных ассоциаций (NFHS)

Любительские лиги
- Любительский атлетический союз (AAU) — также Канада и Пуэрто-Рико
- Специальная спортивная ассоциация Соединённых штатов (USSSA) — также Пуэрто-Рико

Другое
- BIG3 — лига в формате 3 на 3, в которой участвуют бывшие звёзды НБА

 Уругвай
- Уругвайская баскетбольная лига (LUB)

 Чили
- Национальная баскетбольная лига Чили

 Эквадор
- Эквадорская баскетбольная лига

### АФРИКА
Африка
Сборные
- Чемпионат Африки

Клубы
- Клубный кубок чемпионов ФИБА Африка

 Алжир
- Супердивизион (ABC National 1, ABC Super Division)

 Ангола
- Ангольская баскетбольная лига (BAI Basket, BIC Basket, Unitel Basket) — первый уровень
- Второй дивизион Анголы — второй уровень

 Габон
- Элит-лига

 Гана
- Баскетбольная лига GSP

 Египет
- Баскетбольная суперлига Египта

 Либерия
- Лига LBA

 Ливия
- Первый дивизион Ливии (LBL)

 Марокко
- Высший дивизион (DEX-H)

 Мозамбик
- Первый дивизион Мозамбика

 Нигерия
- Премьер-лига Нигерии (NPBL, NPL)

 Руанда
- Национальная баскетбольная лига

 Сенегал
- Первый дивизион Сенегала

 Тунис
- Первый дивизион Туниса

 Уганда
- Национальная баскетбольная лига

 ЦАР
- Первый дивизион Центральной Африки

 ЮАР
- Национальная баскетбольная лига (BNL)

### ЕВРОПА
Европа
Сборные
- Чемпионат Европы
- Чемпионат Европы среди карликовых государств

Клубы
Международные лиги
- Евролига
- Еврокубок
- Лига чемпионов ФИБА (BCL)
- Кубок ФИБА Европы (FEC)

Субрегиональные лиги
- Единая лига ВТБ
- Лига ABA
- Лига ABA. Второй дивизион
- Кубок Альп Адриа
- Балканская лига (BIBL)
- Балтийская баскетбольная лига (BBL)
- Европейская Северная лига (ENBL)

 Австрия
- Австрийская баскетбольная бундеслига (ÖBL, ABL)

 Азербайджан
- Азербайджанская баскетбольная лига

 Албания
- Албанская баскетбольная лига (ABL): Суперлига, Первый дивизион

 Армения
- Армянская баскетбольная лига A

 Беларусь
- Высшая лига Беларуси

 Бельгия
- Профессиональная баскетбольная лига (PBL)

 Болгария
- Национальная баскетбольная лига (NBL)

 Босния и Герцеговина
- Премьер-лига Боснии и Герцеговины — первый уровень
- Лига A1 — второй уровень

 Великобритания
- Британская баскетбольная лига (BBL) — высший уровень британского баскетбола
- Национальная баскетбольная лига (NBL) — полу-профессиональные и любительские клубы Англии и Уэльса. Делится на NBL1, NBL2, NBL3 North and South, NBL4 North, NBL4 Midlands, NBL4 South East and South West. Формирует уровни со 2-го по 5-й в британском баскетболе
- Шотландская национальная баскетбольная лига (SNBL) — высшая лига Шотландии, делится на Первый и Второй дивизионы, являющиеся 2-м и 3-м уровнем британского баскетбола соответственно

 Венгрия
- Национальный чемпионат I/A (NB I/A) — первый уровень
- Национальный чемпионат I/B (NB I/B) — второй уровень

 Германия
- Баскетбольная бундеслига (BBL) — первый уровень
- ProA — второй уровень
- ProB — третий уровень

 Греция
- Греческая баскетбольная лига A1 (GBL) — первый уровень
- Греческая баскетбольная лига A2 — второй уровень
- Греческая баскетбольная лига B — третий уровень
- Греческая баскетбольная лига C — четвёртый уровень

 Грузия
- Суперлига Грузии

 Дания
- Баскетбольная лига

 Израиль
- Израильская баскетбольная премьер-лига (BSL, ISBL) — первый уровень
- Лига Леумит — второй уровень
- Лига Арцит — третий уровень

 Ирландия
- Суперлига

 Исландия
- Премьер-лига — первый уровень
- Первый дивизион (D1) — второй уровень

 Испания
- АБК Лига (ACB) — первый уровень
- Испанская баскетбольная лига (Оро) (LEB Oro) — второй уровень
- Испанская баскетбольная лига (Плата) (LEB Plata) — третий уровень
- Испанская любительская баскетбольная лига (EBA) — четвёртый уровень
- Первый баскетбольный дивизион — пятый уровень

 Италия
- Серия A (LBA) — первый уровень
- Серия A2 — второй уровень
- Серия B — третий уровень

 Кипр
- Кипрский баскетбольный дивизион A

 Косово
- Косоварская баскетбольная суперлига — первый уровень
- Первая баскетбольная лига Косово — второй уровень

 Латвия
- Латвийская баскетбольная лига (LBL)

 Литва
- Литовская баскетбольная лига (LKL) — первый уровень
- Национальная баскетбольная лига (NKL) — второй уровень
- Региональная баскетбольная лига (RKL) — третий уровень

 Люксембург
- Насьональ 1

 Северная Македония
- Первая лига Македонии

 Нидерланды
- Голландская баскетбольная лига (DBL, Eredivisie)

 Норвегия
- Баскетбольная лига Норвегии (BLNO)

 Польша
- Польская баскетбольная лига (PLK) — первый уровень
- Первая лига — второй уровень
- Вторая лига — третий уровень

 Португалия
- Баскетбольная лига Португалии (LCB) — первый уровень
- Пролига — второй уровень

 Россия
- Чемпионат России — чемпион России с сезона 2013/2014 определяется в турнире Единой лиги ВТБ, в которой, помимо российских клубов, выступают команды из Беларуси, Казахстана, Латвии, Польши и Эстонии
- Суперлига — второй уровень (была первым уровнем с 1992 по 2010 гг.)
- Высшая лига — третий уровень
- Первая лига — четвёртый уровень

 Румыния
- Национальная лига

 Сербия
- Баскетбольная лига Сербии (КЛС, KLS) — первый уровень
- Баскетбольная лига Сербии B — второй уровень
- Первая региональная баскетбольная лига — третий уровень
- Вторая региональная баскетбольная лига — четвёртый уровень

 Словакия
- Словацкая баскетбольная лига (SBL)

 Словения
- Первая словенская баскетбольная лига (1. SKL) — первый уровень
- Вторая словенская баскетбольная лига (2. SKL) — второй уровень
- Школьная баскетбольная лига (ŠKL)

 Турция
- Баскетбольная суперлига (BSL) — первый уровень
- Турецкая баскетбольная первая лига (TBL) — второй уровень
- Турецкая баскетбольная вторая лига (TB2L) — третий уровень

 Украина
- Украинская баскетбольная суперлига (УБС, USL) — первый уровень
- Высшая лига Украины — второй уровень

 Финляндия
- Чемпионат Финляндии

 Франция
- Национальная баскетбольная лига Про A (LNB Pro A) — первый уровень
- Национальная баскетбольная лига Про B (LNB Pro B) — второй уровень

 Хорватия
- Премьер-лига HT

 Черногория
- Первая A лига

 Чехия
- Национальная баскетбольная лига (NBL)

 Швейцария
- Швейцарская баскетбольная лига (SBL) — первый уровень
- Национальная лига B — второй уровень

 Швеция
- Баскетбольная лига — первый уровень
- Первая баскетбольная лига — второй уровень

 Эстония
- Баскетбольная лига мастеров (KML)

### ОКЕАНИЯ
Австралия и Океания
Страны
- Чемпионат Океании

Клубы
- Национальная баскетбольная лига (NBL)

 Австралия
Региональные лиги
- Большая Ви — штат Виктория
- Премьер-лига — штат Южная Австралия
- Баскетбольная лига Квинсленда (QBL) — штат Квинсленд
- Баскетбольная лига штата (SBL) — штат Западная Австралия
- Юго-Восточная австралийская баскетбольная лига (SEABL) — команды Юго-Восточной Австралии
- Лига Варата — штат Новый Южный Уэльс

 Гуам
- Баскетбольная ассоциация Гуама (GBA)

 Новая Зеландия
- Национальная баскетбольная лига (NBL)

## МИР
- Чемпионат мира
- Олимпийские игры

### АЗИЯ
Азия
- Чемпионат Азии

 Гонконг
- Женская ассоциация баскетбола Гонконга

 Индия
- Национальный чемпионат Индии

 Индонезия
- Кубок героинь

 Казахстан
- Национальная лига Казахстана

 Китай
- Женская китайская баскетбольная ассоциация (WCBA)

 Таиланд
- Таиландская баскетбольная лига (WTBL)

 Тайвань
- Супер баскетбольная лига (WSBL)

 Филиппины
- Пинайская балетная лига (PiBaLeague)

 Южная Корея
- Женская корейская баскетбольная лига (WKBL)

 Япония
- Женская японская баскетбольная лига (WJBL)

### АМЕРИКА
Америка
- Чемпионат Америки

 Канада
- U Sports — студенческая лига

 Пуэрто-Рико
- Высшая национальная баскетбольная лига (BSNF)

 США
- Женская национальная баскетбольная ассоциация (WNBA) — также Канада
- Национальная ассоциация студенческого спорта (NCAA): Дивизионы I, II, III — студенческая лига

### АФРИКА
Африка
Сборные
- Чемпионат Африки

Клубы
- Клубный кубок чемпионов ФИБА Африка
- Арабский клубный чемпионат

 Ангола
- Ангольская баскетбольная лига (AWBL)

 Марокко
- Чемпионат Марокко (MWBC)

 Нигерия
- Национальная женская баскетбольная лига (ZWBL)

 Тунис
- Первый дивизион Туниса

### ЕВРОПА
Европа
Сборные
- Чемпионат Европы

Клубы
- Евролига
- Кубок Европы
- Суперкубок Европы
- Балтийская лига (BWBL)
- Лига WABA
- Центральноевропейская лига (CEWL)

 Австрия
- Австрийская женская баскетбольная бундеслига (AWBB)

 Албания
- Албанская лига A-1

 Бельгия
- Бельгийская женская баскетбольная лига (BWBL)

 Болгария
- Национальная баскетбольная лига (НБЛ, NBL)

 Босния и Герцеговина
- Чемпионат Боснии и Герцеговины

 Великобритания
- Женская британская баскетбольная лига (WBBL) — первый уровень британского баскетбола
- Английская женская баскетбольная лига (EBL) — второй уровень британского баскетбола. Высшая лига Англии
- Национальная шотландская женская лига (SNBL) — второй уровень британского баскетбола. Высшая лига Шотландии

 Венгрия
- Национальный чемпионат I/A (NB I/A)

 Германия
- Женская баскетбольная бундеслига (DBBL)

 Греция
- Греческая женская баскетбольная лига (A1 Ethniki)

 Дания
- Женская лига

 Израиль
- Израильская женская баскетбольная премьер-лига

 Исландия
- Женская премьер-лига

 Испания
- Женская баскетбольная лига (LFB)

 Италия
- Серия A1

 Кипр
- Кипрский женский баскетбольный дивизион A

 Латвия
- Латвийская женская баскетбольная лига (LSBL)

 Литва
- Литовская женская баскетбольная лига (LMKL)

 Люксембург
- Тотал лига

 Северная Македония
- Первая женская баскетбольная лига Македонии

 Нидерланды
- Женская баскетбольная лига (VBL)

 Польша
- Баскетбольная женская лига (BLK)

 Португалия
- Женская баскетбольная лига (LFB)

 Россия
- Премьер-лига — первый уровень
- Суперлига. Первый дивизион — второй уровень
- Суперлига. Второй дивизион — третий уровень

 Румыния
- Национальная лига

 Северный Кипр
- Женская баскетбольная лига

 Сербия
- Первая женская баскетбольная лига Сербии

 Словакия
- Словацкая женская баскетбольная экстралига

 Словения
- Словенская женская баскетбольная лига (1. SKL)

 Турция
- Турецкая женская баскетбольная лига (TKBL, TWBL)

 Украина
- Женская украинская профессиональная баскетбольная лига (УПБЛ, UWBSL)

 Финляндия
- Женский чемпионат Финляндии

 Франция
- Женская баскетбольная лига (LFB)

 Хорватия
- Первая женская лига (A-1)

 Черногория
- Первая женская баскетбольная лига A Черногории

 Чехия
- Чешская женская баскетбольная лига

 Швейцария
- Чемпионат Швейцарии

 Швеция
- Женская баскетбольная лига

 Эстония
- Женская баскетбольная лига мастеров (WKML)

### ОКЕАНИЯ
Австралия и Океания
- Чемпионат Океании

 Австралия
- Женская национальная баскетбольная лига (WNBL)

 Новая Зеландия
- Женская национальная баскетбольная лига (WNBL)
- Женский баскетбольный чемпионат (WBC)